# Хвостатые вояки
«Хвостатые вояки» (англ. Urban Vermin) — канадский мультсериал, созданный компаниями Decode Entertainment и YTV, при поддержке Jetix Animation Concepts, Ontario Media Development Company и Bell Fund. Стиль анимации — 3D (трёхмерное изображение).

## Содержание
«Хвостатые вояки» повествует о двух братьях-енотах, которые были друзьями до того момента, пока младший из них (Кен) не решил полностью захватить контроль над всем мусором в их квартале и собрал целую армию крыс под своим командованием. Тогда, Эйб (старший брат) решает собрать свою команду, чтобы помешать Кену осуществить его замыслы. Команда Эйба называет себя «Garbage Liberation Front — GLF» (Фронт Освобождения Свалок), в то время, как Кен и сторонники Кена называют себя просто: «Крысиная Армия» (The Rat Army — TRA).

## Персонажи

### Фронт Освобождения Свалок

#### Первостепенные участники
- Эйб Шпротски — лидер GLF, он обладает всеми качествами главного положительного героя — он любит приключения, отважен, добр, хороший стратег, имеет практически неиссякаемый запас сил. Обожает сыр Мачего. Его любимые вещи — антенный передатчик и измерительная рулетка. Он твёрдо верит в справедливость и правосудие. Эйб панически боится божьих коровок.

Эйб любит подшучивать над Кеном, но не любит, если за него это делает кто-то другой и ненавидит свой день рождения (из за того, что он и Кен родились в один день). Эйб любит разрабатывать сверхсекретные планы по борьбе со своим братом. Эйб не всегда был таким хорошим: было время, когда он был «бунтарём» (в подростковом возрасте), а Кен — «маменьким сынком». Но сейчас все изменилось — теперь Эйб на стороне добра, а Кен — злодей, и война не закончится, пока кто-нибудь из них не победит.
- Коко прекрасно разбирается в квантовой физике и электроинженерии. Обладает поистине энциклопедическими познаниями в сфере научно-фантастических комиксов и фильмов. Она с отличием закончила Ракетную Академию для Грызунов. Её выпускным проектом стала машина времени, позволяющая вернуться на полсекунды в прошлое — изобретение как гениальное, так и бесполезное. После академии её страсть к научной фантастике привела к устройству на работу в магазин комиксов. Как раз в это время она нашла заброшенный склад, полный запасных деталей, которые она использовала для создания невероятно «полезных» изобретений (как например машина времени, которая, на сей раз, могла телепортировать на полсекунды в будущее).

Вскоре, Кен «разнюхал» информацию о Коко, чей изобретательский талант пропадал зря. Он подписал с ней контракт, по которому она могла пожизненно получать картофель-фри однодневной давности. Она переехала в старый заброшенный грузовик из-под мороженого, но через год, увидев страданию грызунов квартала, Коко поняла свою ошибку и перешла на работу к Кену. Теперь Коко работает на Эйба, и ей приходистя жить в одном домике с тремя нечистоплотными парнями. Она никогда не теряет самообладания, и готова помочь друзьям в моменты опасности.
- Найджел — Найджел — силён, как бык: он в одиночку способен победить десятерых. Он умеет рыть туннели, но слеп, как крот (впрочем, он и есть крот). С другой стороны — кого вы позовёте, когда вам понадобиться поднять что-нибудь тяжёлое, или победить целую армию (или послушать ужасную шутку?). Найджел появился в команде вторым, когда спас Эйба от отряда вражеских солдат. Вообще-то, он принял Эйба за дамочку, на которую напали бандиты, но, когда он уже осознал свою ошибку было уже поздно, и Найджелу пришлось пришлось стать телохранителем Эйба.

Найджел бесконечно удачлив, предан и неуклюж. Он любит рассказывать длинные истории и несмешные шутки.
Найджел вырос в семье кротов-комедиантов, но был всего-лишь тенью своих братьев и сестёр, и поэтому решил стать учеником комика; теперь, он знает много об этом искусстве, но сам не очень смешон. Несмотря на свою специализацию он очень добр, и влюблён в Коко.
- Мэдмен (от англ. Madman — безумец, настоящее имя Руфус) всё время ведёт себя «наизнанку». В этом его слабость, и в то же время — сила. Его способности к нестандартному мышлению часто помогает ему находить выход из сложных ситуаций, и спасти друзей. Всем в команде нужен «человек идей», даже если эти идеи смешны и нелепы. Кажется, что он говорит совершенную чушь, но именно эта чушь оказывается единственным ключом к выходу из трудной ситуации. Влюблен в игрушечную свинью по имени Гюстав.

Когда Мэдмен решил присоединиться к команде, он сорвал все объявления о приёме в команду, чтобы быть уверенным, что примут только его одного;он их не просто сорвал, но и съел — лишь потому, что они показались ему вкусными. Мэдмен был рождён в городе Стинктон, и подобран человеческой семьёй в качестве домашнего животного. Его жизнь в этой роли была весёлой — он ел, что хотел, смотрел телевизор, но однажды добавил свой собственный «ингредиент» в праздничный торт, и был взят на приём к ветеринару для удаления пахучей железы. Однажды, он побежал за кусочком бумаги, парящем в воздухе, и закончил тем, что оказался на помойке, поедая постеры о приёме в GLF, чтобы выжить.
Либо он гений, либо полный безумец, но без его идей, GLF было бы гораздо сложнее противостоять Крысиной Армии.

#### Второстепенные участники
- Чак появился в команде, когда GLF решило расклеить постеры с объявлением о приёме новобранцев; Чак откликнулся незамедлительно. Несмотря на то, что выглядит так, будто рождён для тяжёлой работы, он очень слаб, и не справляется даже с самыми простыми тренировками. GLF должно сразу было заподозрить, когда Чак выбрал Мэдмена в качестве своего кумира. Чак действительно хочет стать подобным Мэдмену, когда вырастет. Он всё время наблюдал за GLF, слушал рассказы о них, читал о GLF в газетах, и теперь решил присоединиться к ним. Так же, как и Мэдмен, Чак сорвал все объявления о приёме в команду, чтобы быть уверенным, что его примут.

### Армия Крыс

#### Первостепенные участники
- Кен Шпротски — тиран, точнее вредный и немного глупый, командир Крысиной Армии. Он думает, будто рождён для того, чтобы быть диктатором. Он — младший брат Эйба. В семье енотов принято, чтобы младшего сына баловали больше, этим объясняется завышенная самооценка и серьёзные амбиции Кена.

Теперь он — правитель квартала, контролирующий огромное количество мусора. Только GLF может помешать ему распространить свою тиранию повсеместно.
Лучшим другом, а точнее подругой Кена является скипетр в виде розового фламинго, по имени Пенелопа. Их часто можно увидеть танцующими, и даже обедающими вместе в тронном зале Кена.
В качестве описания характера Кена можно сказать, что он эгоистичен, ленив, тщеславен, с ну а ещё он мухлюет при игре в «классики». Штаб Кена размещается в старом фургоне из-под мороженого, который он называет Логовом или Злой Пиццерией Гибели (в зависимости от того, в какое время ему позвонят).
- НоуНек — «Безбашенный» (от англ. No Neck — фраза, означающая храбрость, как черту характера) был спасён Кеннетом от унизительной работы в качестве модели для показа коллекций трусов. Кен сделал его полковником, чтобы ему самому (Кену) не пришлось разговаривать с целой армией грязных крыс и руководить ими.

В свободное время НоуНек играет на арфе, ходит на уроки танцев в деревянных башмаках, лопает пузыри, поет под караоке и ест пиццу в компании своих преданный друзей — крыс.
Он коллекционирует бумажные зонтики, которые украшают коктейли. Ноунек тщательно ведёт личный дневник. Ноунек увлекается режиссурой — его фильм «Возмездие мести Фликси» получил множество наград на мусорном кинофестивале.
Кроме того, Ноунек служит своего рода личным лакеем Кена — он чистит ему зубы и полирует обувь.
- Зитзи (англ. Zitzy) — опоссум-учёный, работающий на Кеннета. Он часто падает в обмороки, даже по малейшим пустякам. Когда-то он работал вместе с Коко, которая значительно превосходила (и превосходит) его. После ухода Коко, Зитзи занял её место. Все свои текущие «изобретения» он построил по её чертежам, но, несмотря на это, они всё равно не работают так, как надо. Тем не менее, он продолжает считать себя гением и искренне полагает, что Кен не справится без его гениальных идей и изобретений.

#### Второстепенные участники
- Ким Джон-Шрилл — крыс, сделавший свою «карьеру» в армии Кеннета начиная с почтового рабочего. Несмотря на то, что он участвовал во всех их битвах, его не устраивает то, как Кен управляет своей армией, и в тайне надеется однажды свергнуть Кена с трона, и заняв его сам. Сейчас он работает над своей книгой «Крысоволюция», в которой описывает свои злые мысли и планы. Одна из его причуд (а таковых много) — чистоплотность, заставляющая его мыть свои лапы каждые три минуты. Он мечтает однажды очистить весь квартал от грязи и мусора и попросту взять и вымыть всё с мылом.

### Нейтральные персонажи
- Хуанита де ла Филита — енот-мэр квартала, также известная, как Президент Свалки. Ещё одна причина, почему Кен не может установить своё господство над кварталом — потому, что мэр — идеалистка, верящая в честность и доброту — смысл этих слов Кену даже не знаком. У Эйба с ней есть много общего — их планы и ви́дения будущего квартала. Мэдмен сильно на неё «запал». Коко слегка завидует её поразительности. И наконец, Найджел часто принимает её за лопату (из-за своей слепоты).

Хуанита с самого детства мечтала сделать квартал лучшим местом. Она играла со своими куклами в «встречи в городском совете», во время которых она разбрасывала цветы и произносила «речи», чтобы «жители квартала» (кучка муравьёв) понимала, что их любят. Каждый год Кеннет пытается победить её на выборах, и положить конец этой, как он считает «миролюбивой чепухе». Но, какие бы злые планы не вынашивал Зитзи, каждый план Кеннета проваливается, и мэром остаётся Хуанита.
- ТиДи (англ. TD) — лидер клуба «Вонючка». Крутой, как огурец и гладкий, как шёлк. Носит солнцезащитные очки и козлиную бородку и обожает цветастые рубашки. Он всегда расслаблен.

После переезда в квартал, Ти Ди стал изгоем: над ним часто издевались и подшучивали. Вследствие этого, он решил найти единомышленников (таких же отверженных, как и он сам) и основать свой собственный клуб. Это было несколько лет назад; теперь они — главные задиры и устроители розыгрышей в квартале. Теперь, единственные, кого боится Ти Ди — это «Ни» и «Кто» (если такие вообще существуют).
- Биффи (Биффорд). Несмотря на то, что Найджел происходит из весёлой семьи, его любимцем всегда был его милый племянник по имени Биффи. Биффорд всегда считал дядюшку Найджи своим кумиром, и смеялся над его шутками. Вместе, они могли часами рыть туннели и заниматься фотографированием (хотя объекты, которые они пытались снять никогда не попадали в фокус).

Сейчас, Биффи находится в том возрасте, для которого характерен подростковый бунт: он носит причёску «Красный могавк», считать копание туннелей ерундой, и постоянно слушает свой Ви-Под и использует сарказм в качестве оружия. Но нет ничего такого, что GLF не могло бы исправить!
- Джей Пи (англ. JP) — не вы находите его, а он находит вас. Он всегда прячется в тени, говорит короткими фразами и продаёт важную информацию тому, кто больше за неё заплатит. Он не держится ни той ни другой стороны — он передает закодированные сообщения через подполье.

Больше о нём ничего не известно — его голос изменяется каждый раз, его лицо всегда скрыто, даже когда он появляется посреди бела дня. Он появляется из ниоткуда, и исчезает в никуда. Нет ничего, чего он не мог бы сделать, и его бабушка всегда говорила ему: «Завязывай шнурки на два узла, до конца прожёвывай пищу и подозревай каждого».
- «Фальшивая» мамочка Эйба и Кеннета. Настоящая мамочка Кеннета и Эйба любила их, готовила им тушёный мусор, рассказывали им сказки на ночь, шила им хорошие костюмы на Хэллоуин…

Но нельзя путать её с енотихой, пришедшей в город с целью проникнуть в логово Кена и обокрасть его! Настоящая мама Эйба и Кеннета исчезла, когда они были подростками, и эта мошенница смогла извлечь из этого большую выгоду. Вот, что известно о настоящей матери: Эйб носит медальон, который мама подарила ему за победу в состязании «Эйкорнафон» (кукурузный марафон), это медальон раньше принадлежал Флинту Рокбёрну; мама любила щипать Кеннета и Эйба за щёки.
- Неро (англ. Nero) — кибернетический улучшенный чихуахуа. Сначала он был гениальным щенком, выросший в группе астронавтов, потом он (в научных целях) был послан в космос, но его корабль потерпел крушение, и упал на свалку, находящуюся позади логова Кеннета. Зитзи решил улучшить Неро, сделать его сильнее, быстрее, выносливее. Так, Неро стал первым в квартале бионическим псом. Сначала он был послушным, лояльным, хорошим дополнением к команде Кеннета, но со временем, с ним, как и с любым изобретением Зитзи стали происходить странные вещи.

## Список эпизодов (серий)
- 1 — Гонка вооружений
- 2 — Боевой пёс

### Эпизод # 3 — Крысы, В АТАКУ!
Во время погони за командой GLF, на голову Кеннета падает кастрюля (в результате трюка, проделанного Эйбом). Это ведёт к потере уважения со стороны его солдат-крыс, и Ким Джонг-Шрилл решает, что это — идеальное время для захвата власти. Он убеждает солдат присоединиться к нему, они берут Кена и НоуНека в плен, в то время, как Зитзи успевает сбежать. Сможет ли он заручиться поддержкой GLF и остановить Кима Джонг-Шрилла прежде, чем он притворит в жизнь свой план по очистке улиц от мусора и сбросит Кена в глубокий канализационный коллектор?

### Эпизод # 4 — Сердца и умы
В квартале проходят очередные выборы мэра. Вначале Кеннет подстраивает падение большой головки сыра на Хуаниту, чтобы устранить её, как кандидата, но атака проваливается, и ему приходится придумать новый план действий. В итоге он решает притвориться добрым, помогать жителям и вести выборы честно. Всё это заканчивается, когда Зитзи конструирует дистанционно управляемого андроида, похожего на Хуаниту. В то же время, Кен заманивает команду GLF в ловушку, попав в которую, они оказываются на свалке, под угрозой быть раздавленными мусорным прессом. Смогут ли они спастись и помешать избранию Кена на должность мэра?

### Эпизод # 5 — Клуб «Вонючка»
Во время очередной миссии Мэдмен начинает дурачиться, и раскрывает команду GLF, и несмотря на то, что они всё равно побеждают, Эйб недоволен выходками Мэдмена, равно как и Кен недоволен очередным провалом НоуНека! Мэдмен обижается на выговор Эйба и уходит из команды, присоединяясь к банде скунсов-проказников, в то время, как Ноунек ищет способ победить GLF и не быть вышвырнутым из команды Кена. Сможет ли Мэдмен уговорить своих новых друзей помочь команде Эйба выбраться из ловушки, устроенной НоуНеком?

### Эпизод # 6 — Грязные пончики
К Найджелу в гости приезжает его любимый племянник, характер которого однако сильно изменился, с тех пор, как они виделись в последний раз. Биффи сразу же начинает проказничать и нарушать правила, установленные Эйбом для него. В результате Биффорда наказывают, и он решает помочь команде Кена распространять изобретённые ими «грязные пончики», превращающие людей в зомби, ненавидящих GLF и желающих уничтожить его. Смогут ли Эйб и его команда вырвать Биффорда из лап Кена и остановить фабрику по производству пончиков, эффект от которых способен уничтожить GLF?

### Эпизод # 7 — Новое зрение
Страдания Найджела от слепоты достигают апогея, когда во время очередного побега от армии Кена он постоянно ударяется об металлические трубы, встречающиеся ему на пути. Коко соглашается помочь ему, и создаёт Найджелу очки, которые, как она предполагает помогут ему лучше видеть и ориентироваться.
В то же время Ноунек решает снять фильм, и после того, как Найджел спасает коляску с младенцем от падения с лестницы, Ноунек решает взять его на одну из главных ролей. Кен считает это отличным шансом избавиться от Найджела, и решает изменить сценарий на тот, по которому Найджел погибает в конце. Смогут ли друзья убедить Найджела в том, что Кен замыслил его убить, пока не стало слишком поздно?

### Эпизод # 8 — Лазутчик в GLF?
Эйб и Мэдмен пытаются незаметно пробраться к большому куску колбасы, лежащей на газоне в городском парке, но их встречает НоуНек со своей армией, чуть было не сорвав миссию. Эйб винит Джей Пи в том, что он их подставил, но после разговора с ним начинает подозревать, что в GLF есть лазутчик. Эйб проводит допрос, на котором, однако, никто не признаётся в содеянном, и Эйб вместе с Мэдменом начинают поиски шпиона.
Тем временем, Зитзи создаёт ужасающую диско-машину, намереваясь использовать её в качестве оружия против GLF. Кен тем временем связывается по рации с таинственным агентом, голос которого кажется очень знакомым. Сможет ли Эйб выяснить, кто и почему предал GLF, и вернуть его в ряды?

### Эпизод # 9 — У нас не бывает выходных
После того, как Коко выясняет, что коробка, украденная ими у Кена содержит всего лишь яйца, она требует, чтобы Эйб устроил для GLF выходной. Они решают отдохнуть в парке, но там уже расположились на отдых Кена с его командой. Они решают забыть о вражде на один день и спокойно отдохнуть. Но вскоре, неприятное соседство начинает напоминать о себе, и Кен решает устроить состязания между командами. Сможет ли GLF победить в них, и сохранить медаль, которую Эйб получил в детстве?

### Эпизод # 10 — Операция «Противоядие»!
Приближается день рождения Эйба и Кена, чему Эйб абсолютно не рад. Несмотря на это, он всё же принимает от Ноунека приглашение на вечеринку, которая будет проходить в логове Кена. Праздник идёт хорошо: Эйб смеётся над тем, как его брат выставляет себя дураком, все пьют и едят угощения, но это только до тех пор, пока не начинается игра в прятки, в разгаре которой Найджел случайно бросает Эйба в бочку с жидкими протухшими отбросами. Теперь, когда Эйб сильно отравлен, команда должна найти противоядие, но успеют ли они вовремя?

### Эпизод # 11 — «K-GLF»
GLF открывает подпольную радиостанцию под названием K-GLF, по которой они планируют пропагандировать идеи освобождения от тирании Кена. Эйб и Коко становятся ДиДжеями, Найджел — монтажником передающего оборудования, а Мэдмен — репортёром. Кен приходит в ярость, когда слышит по радио шутки над собой и приказывает Зитзи обнаружить источник сигнала. У него ничего не получается, но в итоге, они находят передающую антенну, и используют её, чтобы передать в эфир оскорбления в адрес Коко. GLF быстро отключают антенну с расстояния, и Коко использует новый передатчик, для большого розыгрыша Кена, в результате которого он приходит в ярость, кроме этого, все жители квартала также винят Коко в бессердечности по отношению к Кену. Эйб решает предупредить брата о злой шутке, но Кен не верит ему. Станет ли это концом для K-GLF и Коко?

### Эпизод # 12 — Амнезия
Во время побега от крыс, Эйб становится свидетелем того, как Ноунек играет на арфе; находясь в шоке от увиденного Эйб начинает пятиться назад, и падает в мусорный контейнер, после чего Ноунек приносит его в штаб Кена, где вскоре они понимают, что у Эйба амнезия. Кен решает использовать это, чтобы внедрить Эйба (Бабблс, как Кен его называет) в ряды GLF, и заставить его привести всю команду в тупик. Сможет ли GLF понять, в чём дело, прежде чем станет слишком поздно?

### Эпизод # 13 — Что в этом ящике?
Вредители опять дерутся за коробку, в то время, как них с неба падает чёрный ящик. GLF успевают утащить его до появления Кена, но вскоре Ноунеку и Зитзи удаётся украсть этот ящик. Кен заставляет вскрыть его, и узнать, что внутри. Смогут ли GLF выкрасть у него этот ящик, и открыть его сами?

### Эпизод # 14 — Неужели мы действительно победили?
Во время битвы Кен использует снотворную бомбу, чтобы усыпить всю команду GLF, а затем помещает их в искусственный мир в канализации, где они являются «победителями» в войне. Смогут ли GLF раскусить Кена, и выбраться из подстроенной им ловушки?
- 15 — Мамочка лучше знает?
- 16 — Опасайтесь молний!
- 17 — Я люблю тебя, Коко
- 18 — Жадность повсюду
- 19 — Мэдмен!
- 20 — Можно, мы сделаем это ещё раз?
- 21 — Требуется помощник
- 22 — Все любят Кена
- 23 — Неужели это действительно происходит?
- 24 — Слишком хорошо, чтобы быть правдой
- 25 — Кто это сделал?
- 26 — Очень необычный день!----

## Устройства
- «Дворовый Кот» (англ. Alleycat) — скейтборд, переоборудованный в средство передвижения. Как и остальное оборудование и вооружение команды, Дворовый Кот является высокотехнологичным изобретением Коко.

Он имеет два удобных сиденья, двигатель, работающий на фруктовом соке и он говорит роботизированной версией голоса Коко. Дворовый Кот превосходит все остальные средства передвижения по своим возможностям, и умеет проделывать впечатляющие трюки. Он принадлежит команде GLF.
- Крашер (англ. Krusher — давильщик) был радиоуправляемой игрушкой, принадлежавшей человеческим детям, но это было до того, как Зитзи украл его, и добавил в конструкцию подушки безопасности, держатели для чашек с кофе и огромную катапульту для запуска крыс во врагов.

Безжалостный, непобедимый монстр, и просто хорошая машина для катания «с ветерком». Крашер принадлежит команде Кена.
- СиР 3000 (англ. B.A.G. 3000 — Beat A Gut 3000) — Смейся и Ржи 3000. Будучи последним словом в устройствах для тиранов, СИР 3000 был разработан Коко, когда она ещё работала на Кена. В его конструкцию входит: клоун в коробке, супербрызгалки, фокусировщика эмоциональной энергии и коробки с кислыми конфетами.

Несмотря на то, что Зитзи наложил свои лапы на чертежи, он так и не смог раскрыть секрета этого устройства. Коко создавала это оружие, как самое опасное для всех грызунов, и поэтому, при переходе в GLF она удалила чертежи… по крайней мере, она так думала. При использовании, это оружие заставляет свою цель смеяться до смерти, а прекратить это можно лишь уничтожив само оружие. Объединённая Федерация Грызунов объявила его оружием массового поражения ещё до его создания. СиР. 3000 принадлежит команде Кена.
- Робот-клон Хуаниты (англ. Juanita, The Robot Clone) был создан Зитзи для замены настоящей Хуаниты на выборах в мэры квартала. Робот, управляемый дистанционно был предназначен для того, чтобы выставить настоящую Хуаниту полной дурочкой перед всем кварталом, обеспечив тем самым Кену победу на выборах.
- Автомат для производства грязных пончиков (англ. Dirty Donut Machine) был сконструирован Зитзи для производства грязных пончиков, которые заставляют всех их потребителей яростно ненавидеть всех членов GLF, и тех, кто на их стороне. Аппарат был создан из различных, выброшенных на свалку автоматов для производства токсичных веществ, шоколада, карамели и т.д, и способен выпускать до 100 пончиков в минуту.
- Новые очки Найджела (англ. Nigel’s New Glasses) были сконструированы Коко для Найджела, с целью облегчить его страдания от природной слепоты. В самом деле, каким может казаться Мир при зрении 20 на оба глаза?

Линзы от телескопа, пружина от секундомера, щепотка соли и вояля, у Найджела теперь новые очки!
- Арфа пространства и времени (англ. Space-Time Continuum Harp) была использована в плане по добыче креветочного пирога, любимого лакомства всех хвостатых вояк. План был прост: в квартале планировалось устроить шоу талантов, на котором НоуНек планировал играть на арфе; Коко решила использовать это, и заменить одну из струн на особую, которая позволит стереть память у всех находящихся поблизости, чтобы GLF смогли спокойно стянуть пирог; однако, эта «особая» струна открыла дыру в пространственно-временном континууме, и Коко вынуждена была повторять последние 10 минут вновь и вновь, пока не нашла разумный способ прекратить это.
- Большой чёрный ящик (англ. Big Black Box) упал с неба одним роковым днём. Никто не знает, что же у него внутри, и поэтому каждый представляет свой идеальный объект, который бы он (она) хотел (хотела) найти внутри. Какие загадки Вселенной он содержит? Что будет, если его открыть, так и остаётся тайной…
- Казуу гибели (англ. Kazoo of Doom) является «матерью» всех секретных оружий. Это устройство, примитвное по своей конструкции, имеет огромную магическую силу, позволяющую её владельцу контролировать всех крыс, услышавших его звуки. Когда-то, оно использовалось устрашающим кошачье-подобным существом по имени Табба, Хат. Единственным побочным эффектом Казуу было постепенное превращение его владельца в крысу. Полу-крыса/полу-кот Табба использовал его, чтобы править всем кварталом до тех пор, пока не пришёл Флинт Рокбёрн, украл Казуу, и закопал его в том месте, где его уже не смогут найти. После этого, ему удалось победить Таббу, и вернуть мир в квартал… Так было до тех пор, пока Табба не вернулся и отомстил Флинту. Никто не знает, что же произошло во время битвы между Флинтом и Таббой, и где он проходил; но теперь, памятник Флинту Рокбёрну стоит на центральной аллее квартала.

Сам Казуу создан из золота, добытого в золотых шахтах Голдистана, и не может быть уничтожен. Вообще то, люди знают, как его расплавить, но вредителям этот секрет неизвестен…

## Прочее
Ниже приведён список и описание некоторых моментов и элементов мультсериала Urban Vermin, имеющих прямое, косвенное (намёки) отношение к каким-либо внешним явлениям, объектам и т.д:
- Название Garbage Liberation Front (GLF), использующееся при описании команды Эйба, схоже с названием Animal Liberation Front, использующемся при описании международной подпольной организации, борющейся за освобождение животных.
- Другое название The Rat army, использующееся при описании организации диктатуры Кена, схоже с названием The Red army, использующемся при описании войск СССР.
- В эпизоде «Амнезия» Найджел, во время разговора с Коко произносит следующую фразу: «Ты, конечно ужасно симпатичная, и я бы.. не прочь с тобой…». Что же он хотел сказать так и остаётся загадкой, учитывая, что после этой фразы он замолчал и хмыкнул…
- В том же эпизоде Кен называет Эйба именем «Бабблс», которое носит героиня известного американского мультсериала «Суперкрошки».